# فینال جام جهانی فوتبال ۱۹۷۰
فینال جام جهانی فوتبال ۱۹۷۰، رقابت پایانی جام جهانی فوتبال ۱۹۷۰ است که مابین تیم ملی فوتبال برزیل و تیم ملی فوتبال ایتالیا در ورزشگاه آزتیکا، مکزیکو سیتی برگزار شده‌است.
این مسابقه که در تاریخ ۲۱ ژوئن ۱۹۷۰ انجام شده‌است با نتیجه ۴ بر ۱ به سود تیم ملی فوتبال برزیل به پایان رسید.

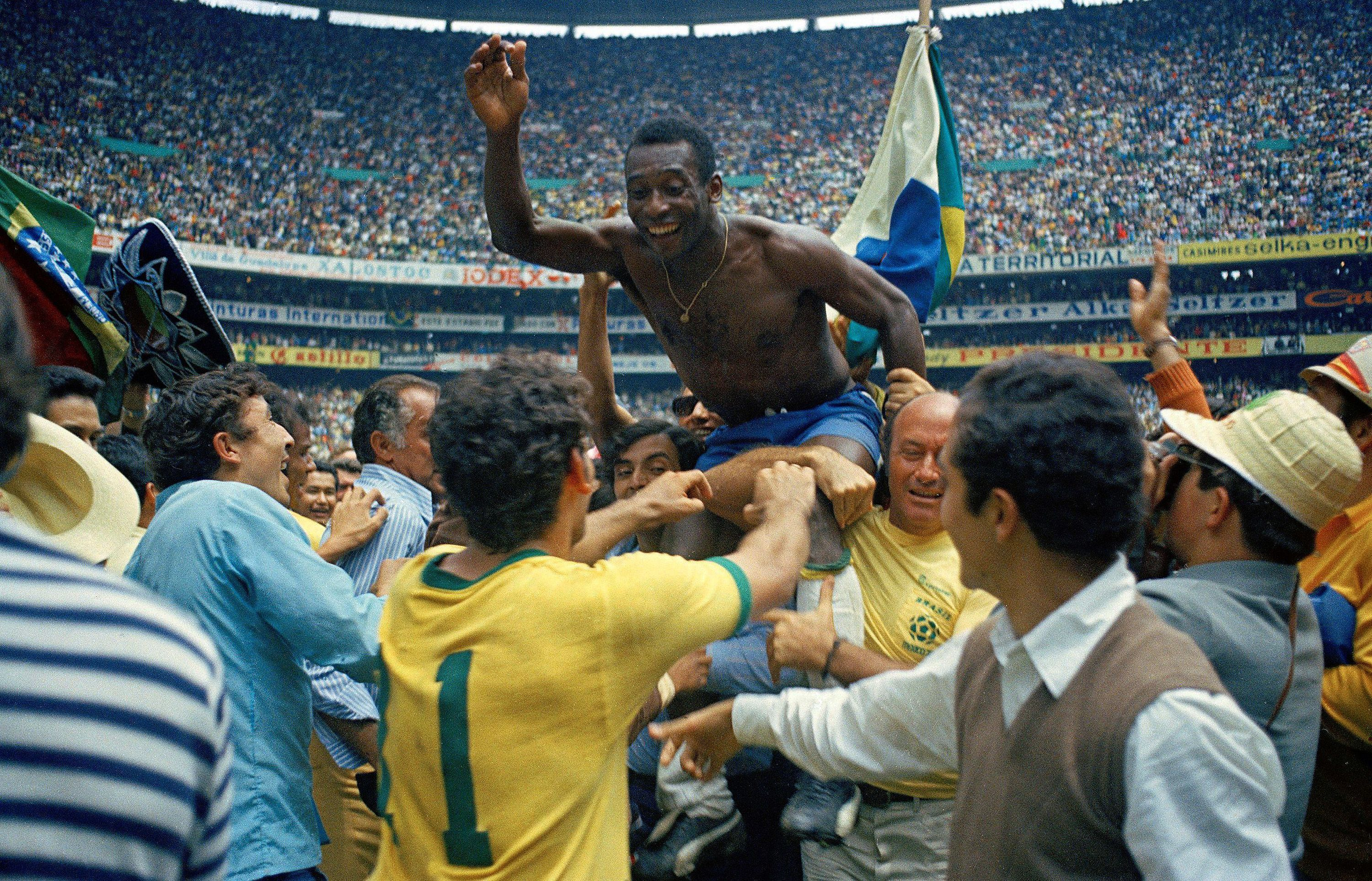
خوشحالی معروف پله، در فینال جام جهانی ۱۹۷۰